# Teupitzer See
Der Teupitzer See im südlichen Brandenburg hat seinen Namen von der am Ufer gelegenen Stadt Teupitz erhalten. Er ist der größte See der Teupitzer Gewässer, einer Seenkette, die vom Teupitzer See im Westen bis zur Dahme im Osten reicht. Verwaltungsmäßig liegt er im Amt Schenkenländchen und im Landkreis Dahme-Spreewald.
Die Teupitzer Gewässer (TpG) sind eine sog. sonstige Binnenwasserstraße des Bundes mit einer Länge von 18,30 Kilometer in der Zuständigkeit des Wasserstraßen- und Schifffahrtsamtes Spree-Havel.

## Beschreibung
Das Gewässer ist natürlichen Ursprungs und entstand in der Letzten Eiszeit. Die Ufer des Teupitzer Sees sind durch Waldlandschaften geprägt. Der See selber zeichnet sich durch vier Inseln aus. Zwei tragen keinen Namen, zwei weitere im westlichen Teil sind der Egsdorfer Horst und Tornows Werderchen. Durch eine Halbinsel, auf der ein Teil des Ortes Schwerin liegt, ist der See geteilt. Der größere, südwestliche Teil ist der eigentliche Teupitzer See, während der kleinere Teil im Nordosten Schweriner See genannt wird. Über die etwa 120 Meter breite  Durchflussstelle gehen die Seen ineinander über und bilden so eine Einheit. Der gesamte See ist 3 Kilometer lang und max. 1,9 Kilometer breit, über den Mochgraben ist der Schweriner See im Norden mit dem Zemminsee verbunden. Teile des Süd- und Westufers gehören zum Naturschutzgebiet Kleine und Mittelleber. Am östlichen Ufer befindet sich am Fontane-Park eine Seebrücke. Das Südufer grenzt an den Naturpark Dahme-Heideseen. Der Schriftsteller Theodor Fontane beschrieb den See bei seinen Wanderungen durch die Mark im Jahr 1874: „So sah ich den Teupitz-See zuletzt, und ich habe Sehnsucht, ihn wieder zu sehen.“.

## Wirtschaftliche und touristische Bedeutung
Auf dem See werden Rundfahrten angeboten. Baden, Angeln, Segeln, Surfen sowie Bootfahren sind erlaubt.